# Błyskoporek podkorowy

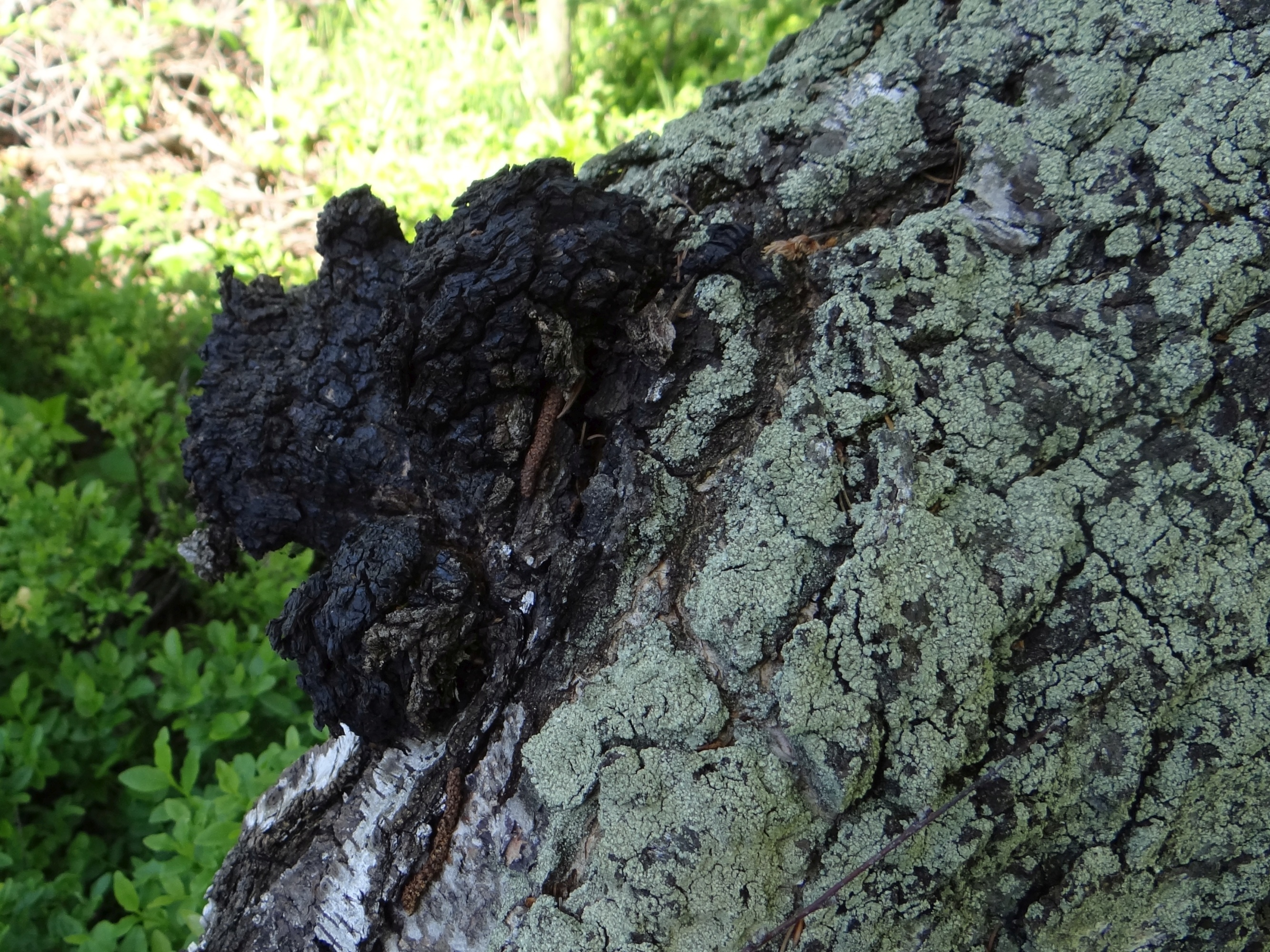

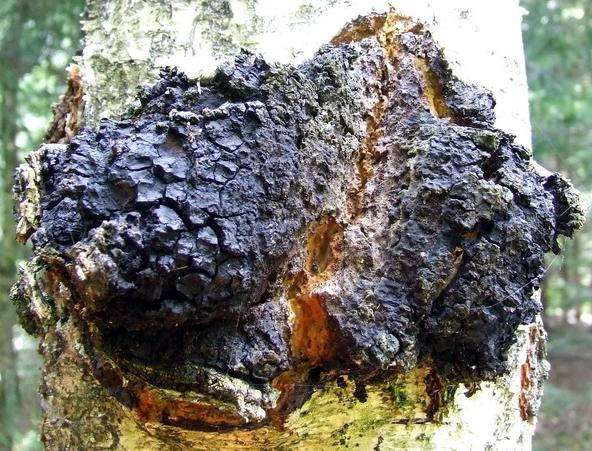

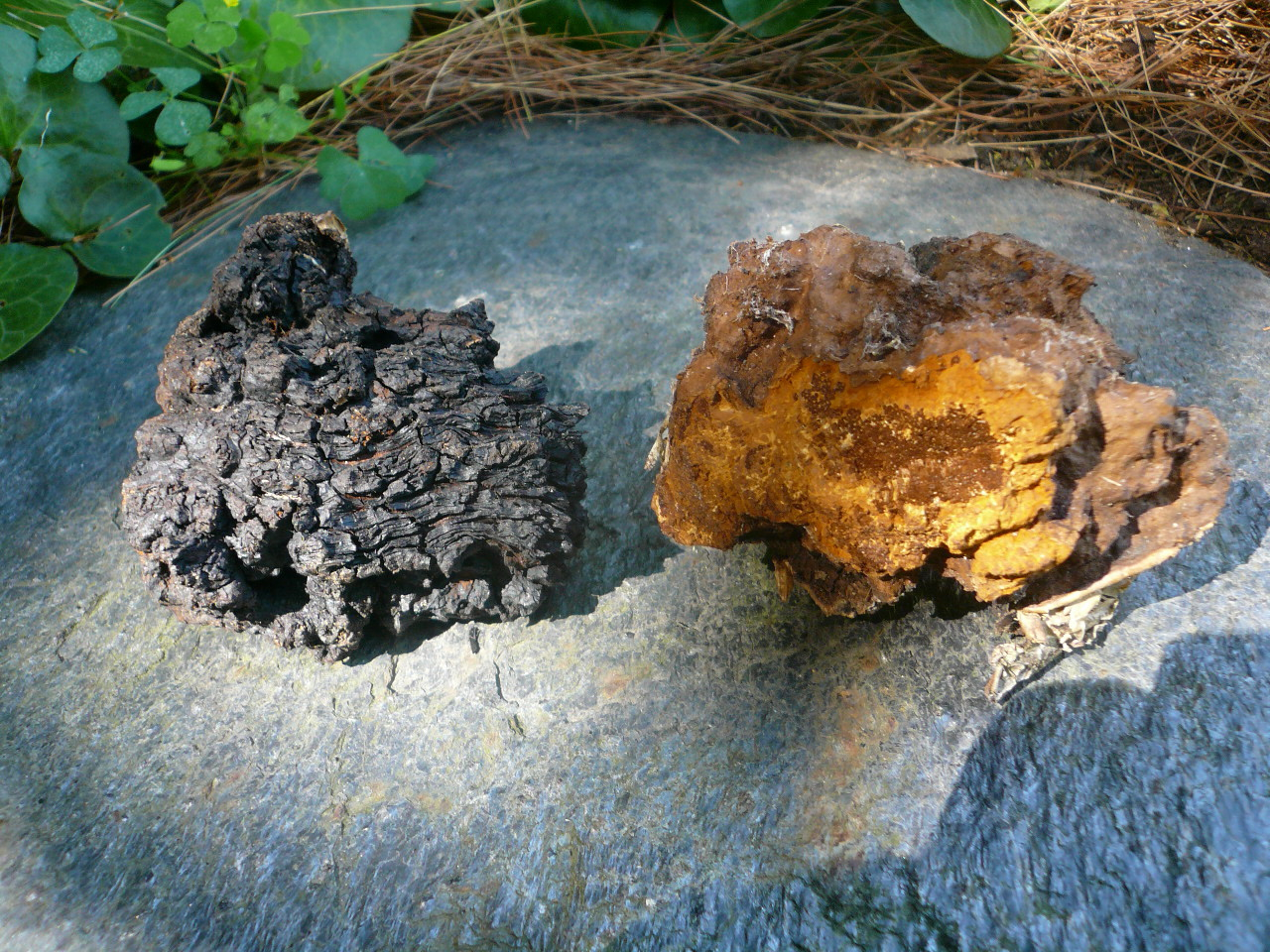

Błyskoporek podkorowy (Inonotus obliquus (Ach. ex Pers.) Pilát) – gatunek grzybów z rodziny szczeciniakowatych (Hymenochaetaceae).

## Systematyka i nazewnictwo
Pozycja w klasyfikacji według Index Fungorum: Inonotus, Hymenochaetaceae, Hymenochaetales, Incertae sedis, Agaricomycetes, Agaricomycotina, Basidiomycota, Fungi.
Po raz pierwszy takson ten zdiagnozowali w 1801 r. Erik Acharius i Christiaan Hendrik Persoon nadając mu nazwę Boletus obliquus. Później zaliczany był do różnych innych rodzajów. Obecną, uznaną przez Index Fungorum nazwę nadał mu w 1942 r. Albert Pilát, przenosząc go do rodzaju Inonotus.
Niektóre synonimy nazwy naukowej:

- Boletus obliquus Ach. ex Pers. 1801
- Fomes obliquus (Ach. ex Pers.) Cooke 1885
- Fuscoporia obliqua (Ach. ex Pers.) Aoshima 1951
- Mucronoporus obliqua (Ach. ex Pers.) Ellis & Everh. 1889
- Phaeoporus obliquus (Ach. ex Pers.) J. Schröt. 1888
- Phaeoporus obliquus f. sterilis (Vanin) Spirin, Zmitr. & Malysheva 2006
- Phellinus obliquus (Ach. ex Pers.) Pat. 1900
- Phellinus obliquus var. antillarum Pat. 1903
- Phellinus obliquus (Ach. ex Pers.) Pat. 1900 var. obliquus
- Physisporus obliquus (Ach. ex Pers.) Chevall. 1826
- Polyporus obliquus (Ach. ex Pers.) Fr. 1821
- Poria obliqua (Ach. ex Pers.) P. Karst. 1881
- Scindalma obliquum (Ach. ex Pers.) Kuntze 1898
- Xanthochrous obliquus (Ach. ex Pers.) Bourdot & Galzin 1928[2].

Nazwę polską zaproponował Władysław Wojewoda w 2003 r. W polskim piśmiennictwie mykologicznym gatunek ten opisywany był też jako huba ukośna, huba skośnorurkowa, czarna huba, włóknouszek ukośny, błyskoporek ukośny.

## Morfologia
Owocnik
Wytwarza dwa rodzaje owocników: formę bezpłciową i płciową. Owocnik bezpłciowy (anamorfa) ma postać wieloletniej, guzowatej, brodawkowatej, spękanej narośli bokiem przyrośniętej do drzewa. Jest z nim bardzo silnie zrośnięta. Narośl ma nieregularne kształty i może osiągać średnicę nawet do 50 cm. Często pień drzewa w sąsiedztwie narośli ulega zgrubieniu. Zewnętrzna warstwa owocnika jest wyschnięta, twarda, łupliwa, zwęglona i podobna do żużlu. Powierzchnia matowa, o barwie czarnobrunatnej lub czarnogranatowej, w świeżych pęknięciach z rudobrązowym odcieniem. W pęknięciach tych wytwarzane są bezpłciowo chlamydospory, za pomocą których grzyb rozprzestrzenia się do czasu obumarcia żywiciela. Pełnią też one rolę przetrwalników.
Po obumarciu drzewa grzyb wytwarza drugą formę owocnika, owocnik płciowy (teleomorfa), który produkuje zarodniki płciowe – bazydiospory. Owocnik ten jest jednak trudny do zaobserwowania, gdyż rozwija się pod korą drzewa lub między warstwami drewna. Jest jednoroczny, płaski, rozpostarty (resupinatowy). Wyrasta w sąsiedztwie narośli, ma grubość 5–10 mm, szerokość do kilkudziesięciu centymetrów i pokrywa pień na długości do kilku metrów. Początkowo jest miękki, o konsystencji mięsisto-skórzastej, potem coraz twardszy – korkowaty i kruchy. Na jego zgrubiałym brzegu znajdują się skupiska grzybni, które podważają korę drzewa, umożliwiając wzrost owocnika. Początkowo skupiska te są białe i cienkie, potem ciemne i grubiejące. Owocnik płciowy doprowadza do rozszczepienia pnia, co umożliwia wydostanie się bazydiospor przez powstałe szczeliny.
Budowa mikroskopowa
W grzybni owocnika bezpłciowego występują proste, grubościenne, czerwonobrązowe i szydlasto zakończone szczecinki o rozmiarach 50–100 × 5–10 μm. Chlamydospory są 1,2 lub 4-komórkowe, mają owalny kształt i rozmiar 7–10 × 3,5–5,5 μm, gładką powierzchnię i oliwkowobrązowa barwę. U owocnika płciowego niemal całą jego grubość zajmuje hymenofor rurkowy tworzący jedną tylko warstwę. Jego rurki o długości do 10 mm są ułożone skośnie do powierzchni podłoża. Mają średnicę 0,1–0,3 mm, okrągłe lub owalne pory pokryte białawym lub szarawym nalotem. W hymenium występują grubościenne, nabrzmiałe, proste i ostro zakończone szczecinki o ciemnobrązowej barwie i rozmiarach 45 × 100 μm. Bazydiospory wąsko-elipsoidalne, bezbarwne, gładkie, o rozmiarach 8–10 × 5–7,5 μm.

## Występowanie i siedlisko
Notowany jest na całej półkuli północnej. W piśmiennictwie naukowym podano wiele jego stanowisk na terenie Polski, ale jest rzadki. Znajduje się na Czerwonej liście roślin i grzybów Polski. Ma status R – gatunek potencjalnie zagrożony z powodu ograniczonego zasięgu geograficznego i małych obszarów siedliskowych. W Polsce podlega częściowej ochronie gatunkowej.
Występuje w różnego typu lasach, rzadziej w parkach. Rozwija się na pniach drzew liściastych, głównie na brzozie brodawkowatej i topoli osice, ale notowano go także na klonach, olchach, grabach, bukach, jarzębach, i wiązach. W Polsce występuje głównie na brzozach.
Grzyb pasożytniczy powodujący intensywną białą zgniliznę drewna. Rozwija się przez wiele lat i zwykle powoduje obumarcie drzewa. Do drzewa wnika przez rany. Ochrona polega na zabezpieczaniu ran środkami grzybobójczymi i opryskiwaniu drzew po cięciach pielęgnacyjnych oraz usuwaniu zaatakowanych przez błyskoporka podkorowego gałęzi lub całych drzew.

## Zastosowanie
Grzyb leczniczy. Ma własności przeciwzapalne, przeciwnowotworowe, immunomodulacyjne i hepatoprotekcyjne. Jego lecznicze własności znano już co najmniej od XVI wieku. Według podań wyleczono nim z raka wargi ruskiego księcia Włodzimierza Monomacha. W latach 50. XX w Rosji wprowadzono do leczenia sporządzone z błyskoporka preparaty o handlowej nazwie Befungin, Binczaga (Bin-Czaga), Binan -8. Według listy FAO w Kanadzie i Rosji jest zaliczany do grzybów użytecznych mających zastosowanie w medycynie.
W medycynie ludowej w Europie Wschodniej z bezpłciowych owocników wykonuje się napar poprawiający samopoczucie, wykazujący działanie przeciwzapalne i leczący dolegliwości żołądkowe. W niektórych krajach wytwarza się z jego owocników wyciąg o leczniczym działaniu. M.in. reguluje on metabolizm i ciśnienie krwi oraz zwiększa odporność organizmu. Preparat ten ma handlową nazwę chaga. Potwierdzono skuteczność wyciągu z błyskoporka podkorowego w leczeniu HIV-1 i wrzodów żołądka, oraz jego cytostatyczne działanie przeciwko niektórym nowotworom.
Ze względu na swoją strukturę zapalony błyskoporek podkorowy potrafi tlić się i żarzyć przez kilka godzin. Z tego powodu dawne ludy północnych rejonów Eurazji oraz Ameryki Północnej, które nie znały jeszcze sztuki rozniecania ognia, używały go do przenoszenia ognia. Użytek ten przetrwał w tradycji Potawatomi (dosł. „Strażnicy Ognia”), w których języku gatunek nazywa się shkitagen. \.